# 異化
異化（いか、 ロシア語: остранение, ostranenie）は、慣れ親しんだ日常的な事物を奇異で非日常的なものとして表現するための手法。知覚の「自動化」を避けるためのものである。ソ連の文学理論家であるヴィクトル・シクロフスキーによって概念化された。
これまでに「異常化」や「脱自動化」などの訳語が考えられてきた。

## 概要
異化とは、日常的言語と詩的言語を区別し、(自動化状態にある)事物を「再認」するのではなく、「直視」することで「生の感覚」をとりもどす芸術の一手法だと要約できる。つまり、しばしば例に引かれるように「石ころを石ころらしくする」ためである。いわば思考の節約を旨とする、理解のしやすさ、平易さが前提となった日常的言語とは異なり、芸術に求められる詩的言語は、その知覚を困難にし、認識の過程を長引かせることを第一義とする。「芸術にあっては知覚のプロセスそのものが目的 」であるからである。またそれによって「手法」(形式)を前景化させることが可能になる。

### 歴史
シクロフスキーが「異化」概念を成立させるべく著した2つの小論、「言葉の復活」(1914年)と「手法としての芸術」(1917年)は、内容ではなく形式(フォルム)を問うべきだとした文学運動、ロシア・フォルマリズムの嚆矢と一般には考えられている。フォルム、つまり形式を問うということは文学の自律性を求めることであった。この流れそのものは、フェルディナン・ド・ソシュールの言語学の影響を受けたものとされている。しかし「異化」という概念そのものは、未来派のザーウミ(意味の理解を前提としない超意味言語)を理論づけるために提起されたもので、ソシュールの影響は受けていないと考えられている。
異化とは「文学を文学たらしめているもの」をこそ問う新たな潮流のもと生み出された概念であるが、たとえば演劇における「驚き」の意味を論じたアリストテレスにまで遡ることができるように、この「新しさ」を目指すことそのものはシクロフスキー、あるいは異化に特有なものではない。佐藤千登勢の言葉を借りれば、それ自体はごく「シンプルな思考」である。しかしまた同時にそれに「異化」という用語をつくり、その非常な重要性を説いた人間はシクロフスキー以前にはいなかった。

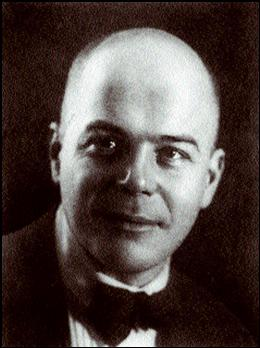
ヴィクトル・シクロフスキー

「言葉の復活」ではまだ異化(ロシア語: Остранение)という言葉は使われていない。が、そこには明確な「異化」の概念化と「形式」の意識化への意思がみてとれる。それによれば、言葉とは本来「生気に溢れ」、「イメージ」に満ちて」いた。
| 「 | たとえば、「月」(месяц メーシャツ)、この語の原義は「計測器」(меритель メリーチェリ)であった。「悲哀」(горе ゴーレ)、「悲しみ」(печаль ペチャーリ)の原義は、「じりじり燃えて(жжет ジジョート)、ひりひり焼ける痛み(парит パーリト)」。(…) かつて語幹に宿っていながら現在では失われ擦り切れてしまったイメージにたどりつくとき、その美しさに僕らはしばしば驚嘆させられる。かつて在った、だがもはや失われてしまったその美しさに。 | 」 |

しかし、見慣れてしまった言葉は、もはや日常では「目で見て」知覚されることはない。それは「再認」されるのである。それを打破するために形容辞が用いられることがある。しかしそれもすぐに慣用的に用いられ、「脂のろうそく」といったナンセンスな表現へと堕してしまう。いわば「化石化」してしまうのである。またここで彼は、詩的言語に求められるのは半ば理解可能な言葉であるということをはっきりと述べている。
上述のように、この小論には「異化」という言葉、および日常的言語と詩的言語の対比という特徴は見出せない。3年後のシクロフスキーがそれを自身の理論に導入し、「手法としての芸術」を著したのは、同時代の言語学者レフ・ヤクビンスキーとの出会い(あるいは相互交流)が大きな影響を与えたことによるものだ。ヤクビンスキーは音声学の見地から、「日常的言語と詩的言語」・「異化と自動化」を対立させていたのである。
たとえば「言葉の復活」のなかで、シクロフスキーは造語や不正確なアクセントづけなどを「異化」の一例として挙げているが、佐藤がいうように、けっきょく厳密な定義はなしえなかった。とはいえ、たとえば彼自身が「手法としての芸術」のなかで引く、トルストイ「戦争と平和」の一場面が異化の典型としてあげられる。
| 「 | 舞台の中央には平らな板が張られ、その両脇には樹を描いた色塗りの背景が立てられており、奥手にはあま布が床板まで張られていた(…) | 」 |

この文章に始まる劇場の描写では、その美的側面が捨象され、「初めてみたもののように描かれている」。シクロフスキーによれば、これはトルストイが常用する異化の手法である。また大石雅彦は異化の手法として、ザーウミ、逸脱、撞着語法、イメージなどを挙げている。

## 批判
シクロフスキー研究者の佐藤も認めるように、異化の理論はそのプリミティヴさのゆえにしばしば批判を浴びてきた。いわゆるフォルマリズム論争のなかで異化を徹底的に批判した人物の一人がミハイル・バフチンである。